# Bernd Artur Heß
Bernd Artur Heß (* 17. April 1954 in Selters; † 17. Juli 2004 in Bonn) war ein deutscher Theoretischer Chemiker und Professor an der Universität Bonn und der Universität Erlangen-Nürnberg.

## Leben
Bernd Heß wuchs in Mogendorf im Westerwald auf. Er studierte von 1972 bis 1977 Chemie an der Technischen Universität Berlin und der Universität Bonn. Nach Promotion 1980 bei Sigrid Peyerimhoff an der Universität Bonn (Ab-initio-Berechnung der Feinstruktur von Molekülen) und Habilitation 1986 an der Universität Wuppertal wurde er 1986–1990 Stiftungsgastprofessor für Theoretische Chemie und Theoretische Molekülphysik in Bonn. Anschließend war er an derselben Stelle Professor für Theoretische Chemie und bei verschiedenen Projekten der Deutschen Forschungsgemeinschaft, u. a. am Sonderforschungsbereich 334, tätig. Im Jahr 1994 erhielt er die Medaille der International Academy of Quantum Molecular Science. 1997 erhielt er einen Ruf auf den Lehrstuhl für Theoretische Chemie an der Friedrich-Alexander-Universität Erlangen-Nürnberg, wo er seit dem Wintersemester 1998/1999 lehrte. 2003 folgte er einem Ruf auf den Lehrstuhl für Theoretische Chemie an der Universität Bonn. Er betreute die Promotionen von Georg Jansen und Christof Hättig sowie die Habilitation von Markus Reiher.
1984 heiratete er Angela C. Voß (1955–2006). Bernd Artur Heß starb im Juli 2004 und hinterließ drei Kinder.

## Wissenschaftliche Arbeit
Bernd Heß’ Arbeitsgebiete waren relativistische Quantenchemie, Intermolekularen Wechselwirkungen, Computerchemie, Methoden zur Berechnung der Elektronenkorrelation und redoxaktive Metallkomplexe.
Die Douglas-Kroll-Heß Methode zur praktischen Formulierung von Douglas-Kroll-Transformationen für molekulare Systeme mit endlichen Basen trägt seinen Namen.